# نتا جی‌تی
نتا جی‌تی یک خودروی اسپورت اندازه متوسط برقی است که توسط هوزون آتو با نام تجاری نتا (نژا)، یک تولیدکننده خودروهای تمام الکتریکی چینی تولید می‌شود. خودروهای نتا توسط شرکت خودروسازی انرژی جدید ژجیانگ هژونگ تولید می‌شوند.

## تاریخچه

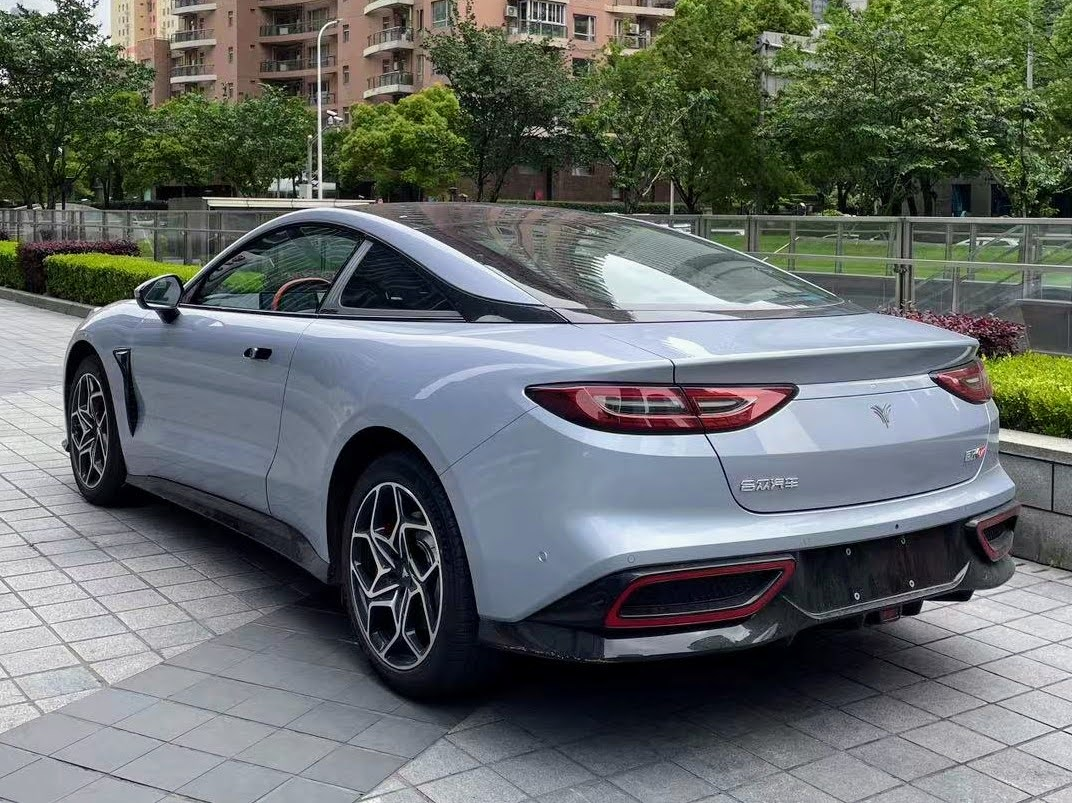
نمای عقب

در دسامبر ۲۰۲۲، شرکت چینی هوزون آتو مدل دیگری را ارائه کرد که سبد برند نتا را گسترش داد، که تاکنون توسط ۴ خودروی الکتریکی ایجاد شده است. در زمان ارائه، این خودرو نتا ئی نام داشت. این خودرو به شکل یک کوپه اسپرت ۲ در بود که برای خودروهای برقی غیرمعمول است، با یک شبح باریک و تهاجمی که با چراغ‌های جلوی مایل متمایز می‌شود. نمای بیرونی نیز با ورودی‌های هوای تقلیدی و دیفیوزر عقب غنی شده است. این خودرو بر اساس پلت‌فرم شن‌های و مشترک با نتا اس ساخته شده است.
یکی از ویژگی‌های جی‌تی دستگیره‌های درهای بیرونی جمع‌شونده است که آیرودینامیک را بهبود می‌بخشد و سیستم دوربینی که امکان رانندگی نیمه‌خودران را فراهم می‌کند. همان‌طور که در نتا اس مربوطه، رادار نظارت بر محیط اطراف خودرو در لبه بالایی شیشه جلو پنهان شده است. در آوریل ۲۰۲۳، سازنده مشخصات کامل خودرو را ارائه کرد و در همان زمان نام خودرو به نتا جی‌تی تغییر یافت. محفظه سرنشین چند رنگ تحت سلطه سیستم اطلاعات سرگرمی درون نمایشگر عمودی ۱۷٫۶ اینچی قرار دارد.
جی‌تی در ابتدا برای بازار سرزمین اصلی چین ساخته شد و سازنده برنامه‌ریزی‌هایی برای آغاز شروع تولید و فروش در سه‌ماهه اول سال ۲۰۲۳ کرد. سازنده می‌خواهد بر منحصر به فرد بودن مفهوم یک خودروی اسپرت-الکتریکی مقرون به صرفه تأکید کند که در زمان اولین رقیب مستقیم در چین وجود ندارد.

## ویژگی‌های فنی
جی‌تی یک خودروی تمام الکتریکی است. خریداران می‌توانند از بین دو نوع محرک انتخاب کنند. تیپ پایه، انتقال قدرت به محور عقب را دارد و ۲۲۸ اسب بخار قدرت تولید می‌کند؛ در حالی که مدل برتر تمام چرخ متحرک به ۴۵۶ اسب بخار می‌رسل. بسته باتری اصلی به کاربر اجازه می‌دهد که با یک بار شارژ تا حدود ۵۶۰ کیلومتر (۳۵۰ مایل) تا ۵۸۰ کیلومتر (۳۶۰ مایل) رانندگی کند.